# Stor aspbarkskinnbagge
Stor aspbarkskinnbagge (Mezira tremulae) är en insektsart som först beskrevs av Ernst Friedrich Germar 1822.  Stor aspbarkskinnbagge ingår i släktet Mezira, och familjen barkskinnbaggar. Arten är reproducerande i Sverige.